# Kerkebeek
El Kerkebeek (‘riera de l'església’) és un riu de Flandes Occidental a Bèlgica. D'una llargada d'uns vint-i-quatre quilòmetres, naix al nord de la ciutat de Torhout i desemboca al Mar del Nord via el Zuidervaartje i el Leopoldkanaal. El llit natural va ser modificat sovint al llarg del darrer mil·lenni: va ser rectificat, eixamplat, entubat, amagat… Excepte al curs superior, a la primeria del segle xxi, a la conca del riu, no en quedaven gaires trams amb ribes naturals, fins que van començar les obres de renaturalització al primer quart del segle xxi.

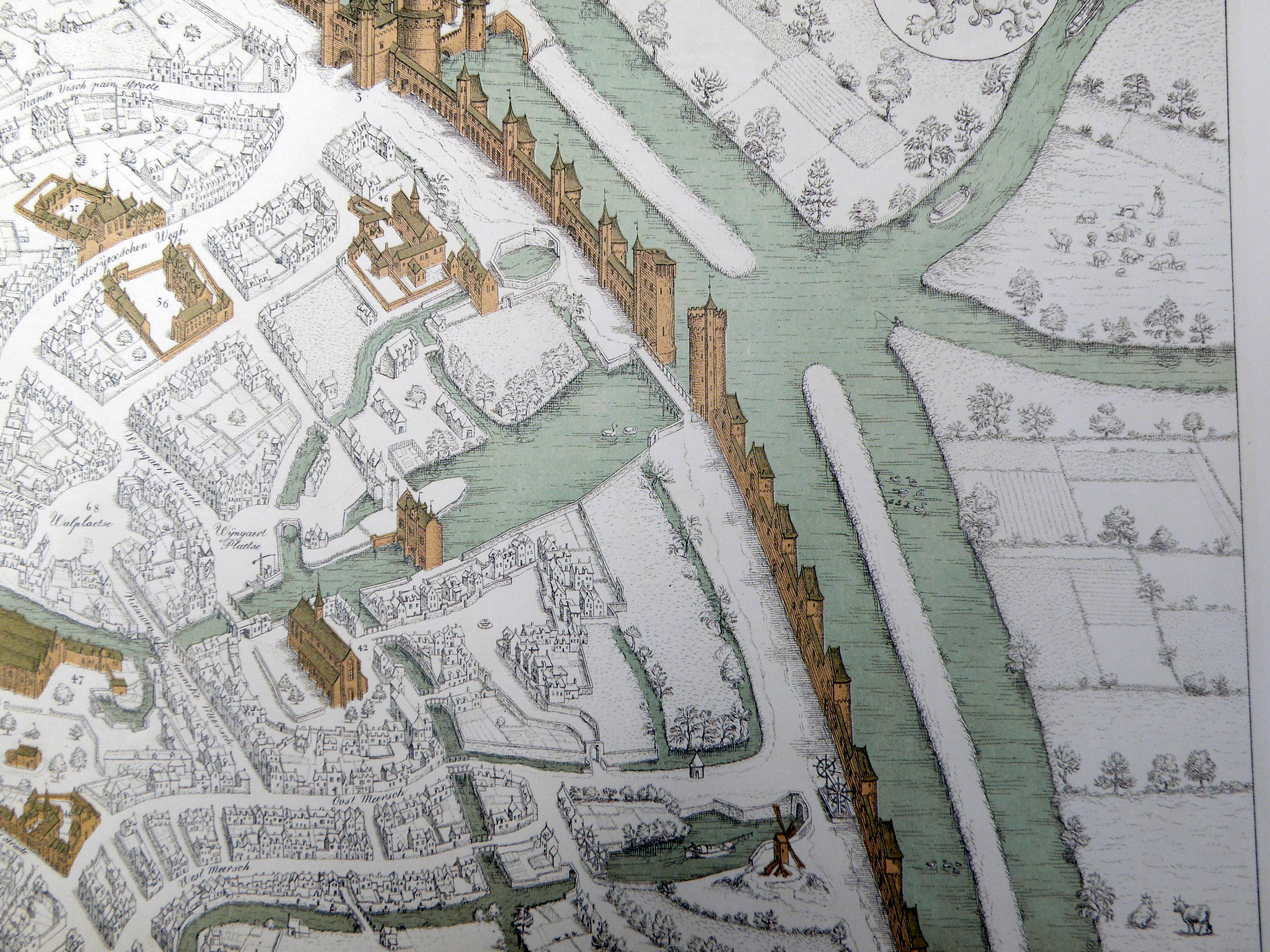
Confluència del Kerkebeek amb el Zuidleie, a l'entrada de Bruges al al mapa de Marcus Gheeraerts

Històricament, desembocava al Zuidleie, com es deia el curs superior del Reie abans de la canalització, davant de les muralles de Bruges, prop de la Katelijnepoort, porta de la ciutat. Per la industrialització, des del segle xix, tots els cursos d'aigua majors de la regió van esdevenir clavegueres obertes.
El 1973 a Bruges comença el sanejament del riu Reie, riu pintoresc si mai n'hi hagué, però molt pol·luït per desaigües industrials pudents que venien d'amunt, que desagradaven igualment riberencs, turistes i pintors de diumenge. Se cercava aigua neta per a reemplaçar les aigües negres molt pol·luïdes. El batlle d'aleshores, Michel van Maele (1921-2003) va decidir separar les aigües dels canals del centre històric de l'aflux d'aigua pudent del Canal Gant-Bruges, originari de la indústria de Gant i com a desviació de les aigües del Leie, de Flandes francès. A la ciutat de Bruges van començar obres gegantesques per construir clavegueres per separar les aigües negres de les aigües del Reie i de les aigües de pluja. D'aleshores ençà, aigua més neta d'estanys dels afores i uns rierols com el Kerkebeek alimenten el Reie, conduïdes sota el canal circular fora de les muralles que queda pudent. Malgrat que l'aigua del canal circular també a poc a poc es vagin millorant, avui (2023) encara no ateny les normes de qualitat preconitzades per la Unió Europea.

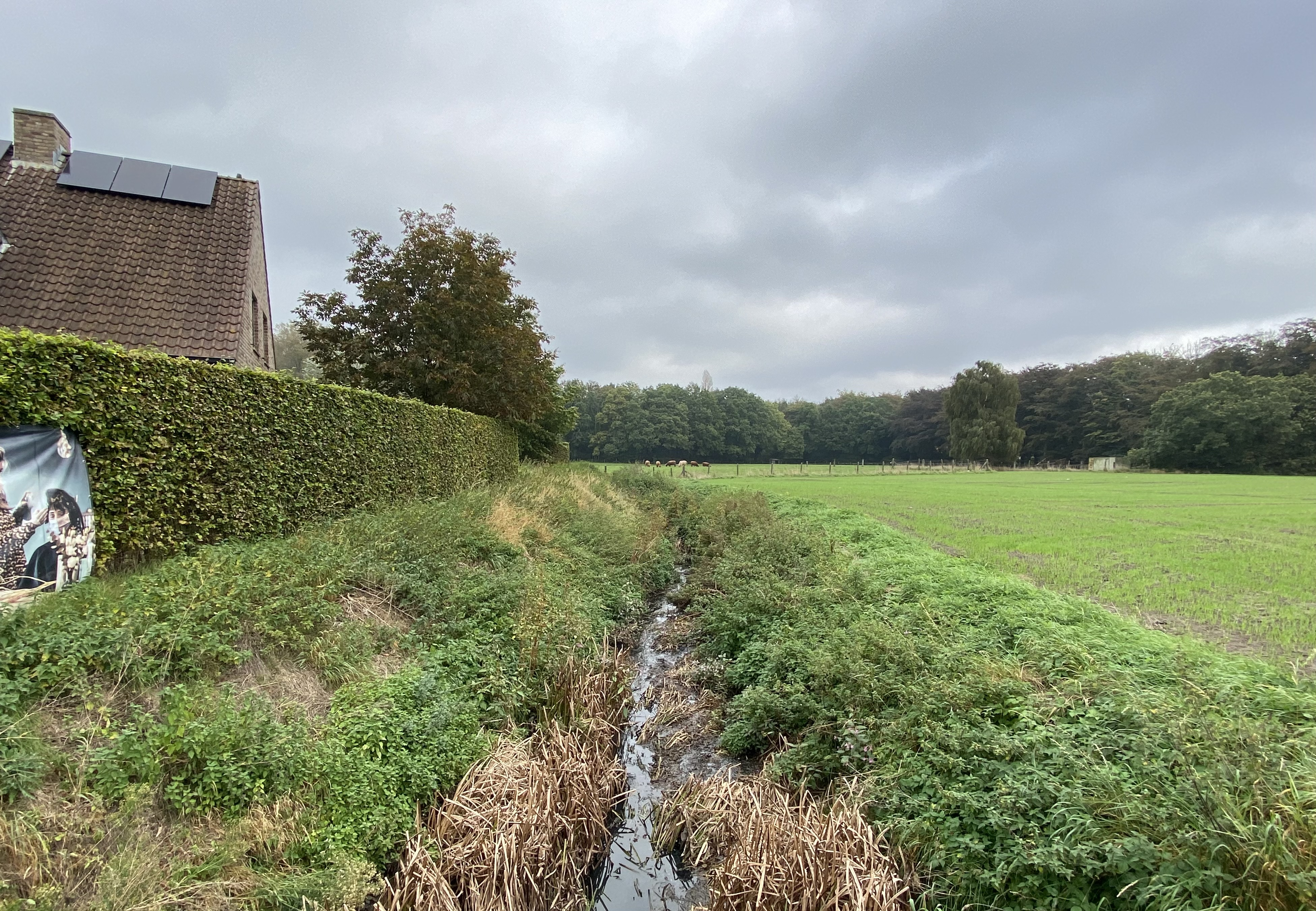
El Kerkebeek a Zedelgem cap avall en direcció de Sint-Michiels

L'abril de 2018 les autoritats han signat un «contracte de riera» que uneix administracions (municipis, direcció de medi ambient, regió de Flandes) i riberencs per realitzar un pla que torni a vitalitzar el riu de la font fins cap a la desembocadura. Per això es renaturalitzen trams formigonats i es reobren trams sebollits, es creen noves zones inundables i boscs de ribera, a més de senders-natura. Creant un riu viu, tornant a donar-li espai, també es minva el risc de negament d'urbanitzacions a la ribera, que no sempre es van construir pensant en les variacions del cabal de l'aigua.

## Afluents principals[10]
- Zabbeek (Zedelgem)
- Rollewegbeek (Zedelgem)
  - Veldbeek
- Langedijkbeek
- Mouwbeek
- Lijsterbeek
- Plaatsebeek